# Història medieval del País Valencià
Aquest article és una descripció de la història medieval corresponent a l'antic Regne de València, que actualment es correspon amb el País Valencià.

## Visigots i romans d'Orient
El pas dels romans d'Orient i visigots hi va durar des de principis del segle vi fins a principis del viii, temps en el qual la major part del territori va estar subjecta al Regne visigot de Toledo, sempre embolicat en conflictes dinàstics i polítics, mentre que àrees del centre i sud estaven sota dominació de l'Imperi Romà d'Orient, integrades a la província d'Espània, fins a la seua expulsió definitiva de la península l'any 620. Sembla també probable l'existència des d'inicis del segle VIII (any 713) d'un Regne de Tudmir. No obstant això, no existeixen moltes proves arqueològiques de la presència visigoda i romana d'Orient.

## El domini musulmà
Els àrabs van entrar a Hispania el 711 i van batre ràpidament els visigots; Abd al-Aziz, fill del cap de les forces musulmanes, pactà amb Teodomir, un comte visigot establert a Oriola, amb què se li reconeixia el senyoriu sobre la zona a canvi d'acceptar la sobirania dels àrabs i de pagar tributs. Era un territori cristià autònom dins d'Al-Àndalus, que contenia la província d'Alacant i part de les de València, Múrcia i Albacete, i que es va mantenir fins al 779, quan la ciutat de València es revoltà i va ser destruïda per Abd-ar-Rahman I. Des d'aleshores, l'arribada de nous pobladors àrabs i berbers, i la creixent conversió de cristians a l'islam, va permetre un major control del territori per part de l'Emirat de Còrdova. Així i tot, fins al segle x (amb les islamitzacions d'Abd-ar-Rahman III) la població valenciana seguia sent majoritàriament cristiana.

Els regnes de taifes el 1037

Després de la mort d'Almansor el 1030, el califat es va descompondre i Al-Àndalus es dividí en una trentena d'estats independents, els regnes de taifes. Al País Valencià van sorgir-ne els de Dénia, València i Alpont.
El 1065, Ferran I de Lleó atacà la ciutat de València, però es va retirar sense haver aconseguit conquistar-la. La taifa de València fou incorporada seguidament a la de Toledo, fins que, amb ajuda castellana, recuperà la independència el 1076. El 1085, després de la conquesta de Toledo pels cristians i la mort del rei de la taifa de València, va ser elevat al tron d'aquesta taifa al-Qadir, l'antic rei de Toledo, amb l'ajuda militar d'Alfons VI de Castella.
En aquesta situació confusa, Rodrigo Díaz de Vivar (sobrenomenat el Cid Campeador), un lluitador mercenari castellà desterrat pel rei Alfons VI de Lleó, va fer tributàries les taifes d'Albarrasí i Alpont, i es dedicà a protegir al-Qadir (aliat dels cristians) dels atacs de la taifa de Saragossa i de les revoltes populars. No obstant això, després d'una revolta proalmoràvit a València, al-Qadir fou assassinat, la qual cosa va portar el Cid a conquistar la ciutat el juny de 1094. Després de la seua mort el 1099, els almoràvits van prendre el control de tot el territori valencià el 1102, malgrat la resistència oferta pels vilatans cristians establerts amb l'ajuda de la corona catalanoaragonesa i de l'exèrcit del Cid. A mitjan segle xii, van ser desplaçats pels almohades.
Des del punt de vista econòmic, les terres valencianes van ser fins al segle xi rurals, sense centres urbans importants. Fou a partir del califat i, sobretot, dels regnes de taifes, quan van aparéixer els sistemes de regadiu, com l'Horta de València, el Baix Segura o les hortes d'Elx i Alacant. La demanda de productes de luxe per la classe dominant als regnes de taifes impulsà l'activitat artesana i el comerç. A Xàtiva va ser on s'establí la primera fàbrica de paper de tot Occident.
Encara que la presència musulmana s'hi allargà durant huit segles, en un context generalment pacífic, hi ha poques restes arquitectòniques de l'època, ja que els cristians aprofitaven la infraestructura existent per construir-ne a sobre, però abunden les peces d'orfebreria, ceràmica, etc., i sobretot, han perdurat els seus sistemes de regadiu i el Tribunal de les Aigües de València.

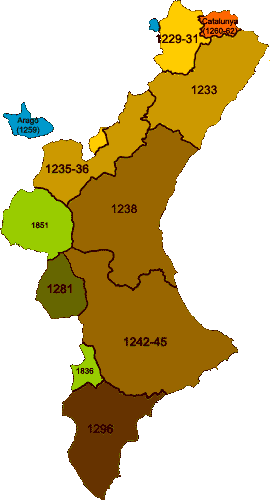
Formació cronològica del Regne de València i de l'actual País Valencià. Els territoris adquirits entre 1232 i 1245 els conquistà als musulmans Jaume I el Conqueridor; la vall d'Aiora i la meitat sud de la província d'Alacant foren originalment conquistats pel Regne de Castella, i cedits al Regne de València entre finals del i principis del XIV. La vila de Cabdet, illa del Regne de València en territori manxec, passà administrativament a Castella a principis del. Les comarques de Villena i d'Utiel-Requena van pertànyer durant tot l'Antic règim a la corona de Castella, però foren incloses a les províncies d'Alacant i València després de la nova divisió territorial de mitjan

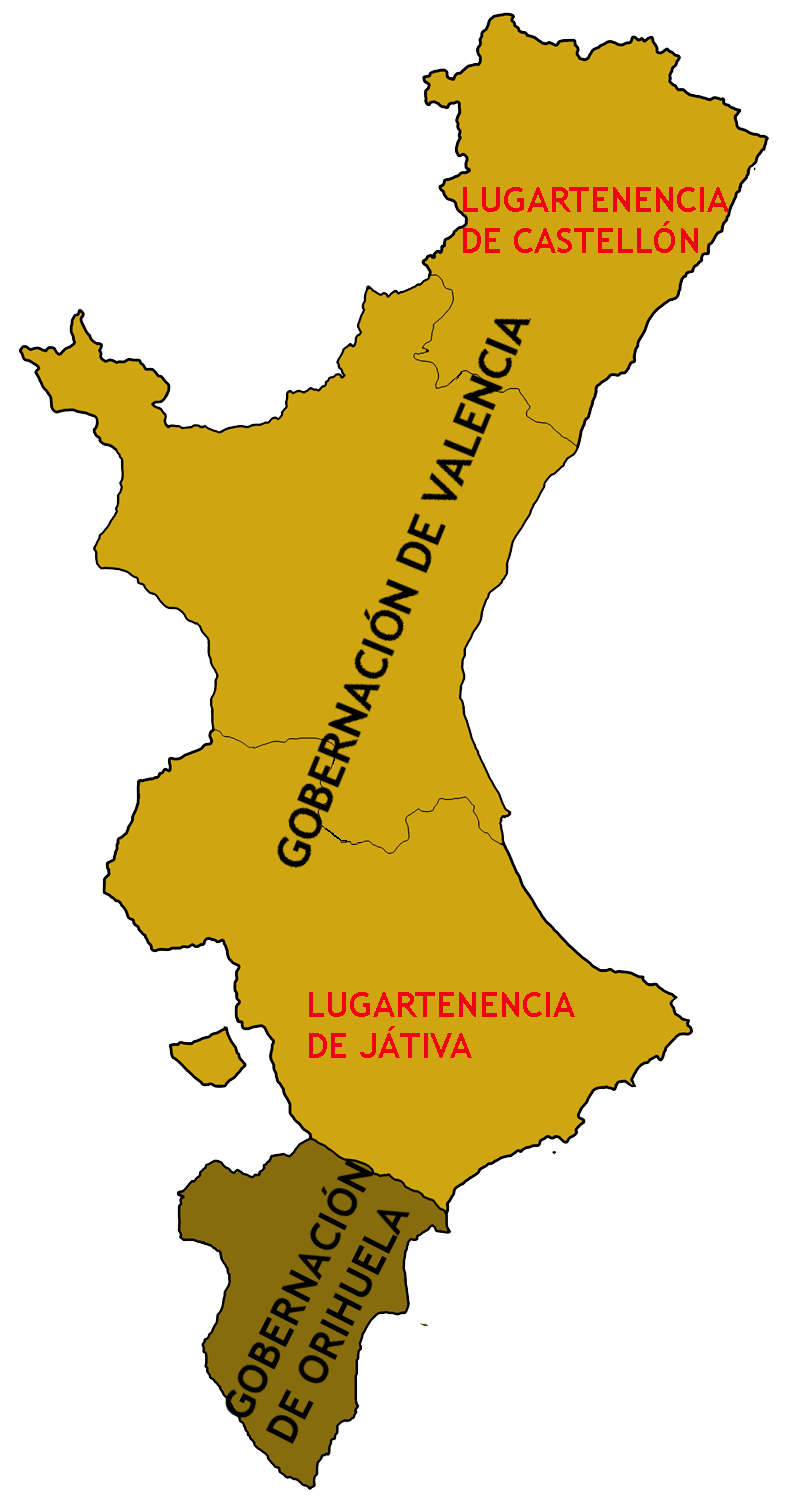
Extensió i estructura del Regne de València durant l'època foral

## Baixa edat mitjana
Després d'haver estat el bressol de la cultura ibera, i receptora de diferents cultures antigues, la història del territori de l'actual País Valencià està especialment vinculada a la fundació del Regne de València. Després de la derrota dels musulmans en la batalla de Las Navas de Tolosa (1212), es va produir l'esfondrament de l'estat almohade, de manera que el seu territori es dividí en els "segons regnes de taifes"; al territori valencià, van sorgir les taifes de Balansiya, Dénia, i Múrsiya.
L'any 1232, el rei catalanoaragonés Jaume I el Conqueridor inicia la conquesta del territori valencià, el qual seria un regne autònom dins de la corona catalanoaragonesa, contra el desig dels nobles aragonesos que li havien donat suport, els quals volien veure'l integrat dins del Regne d'Aragó. Després de conquistar amb les armes el nord del futur regne, el 1238 va prendre València sense arribar a batallar. El 1244 signa el tractat d'Almisrà amb Ferran III de Castella, en el qual es fixaven els límits meridionals del Regne de València per la línia Biar-Busot. Per la seua banda, l'infant Alfons, futur Alfons X el Savi, conquistava Alacant per a la corona castellana el 1248.
Els mudèjars, amb el cabdill Al-Azraq al capdavant, encapçalaren diverses revoltes al nord de la província d'Alacant entre 1247 i 1275, que foren aixafades i serviren per a expulsar la població musulmana i augmentar-ne la repoblació cristiana. Per la seua banda, el 1296, Jaume II el Just sabé aprofitar-se de les lluites dinàstiques de la corona de Castella per conquistar-li el Regne de Múrcia, de manera que annexionà al Regne de València els dos terços sud de la província d'Alacant després de la sentència Arbitral de Torrellas (1304) i el tractat d'Elx (1305). Aquests territoris van tindre un estatus especial, tot i que van conservar part de les institucions castellanes, sota la Governació General d'Oriola. La vall d'Aiora passaria també de la corona de Castella a la catalanoaragonesa el 1281.
L'any 1283 Pere el Gran autoritza la instal·lació del Consolat del Mar a València, el qual en fou el primer.
El Regne de València, al principi de majoria musulmana mudèjar, començà a ser colonitzat amb la repoblació de cristians d'origen principalment català i aragonés que, juntament amb els jueus, donà com a resultat una societat multiconfessional i multicultural, tot i que els cristians eren qui tenien plens drets en comparació amb la resta de cultures. Aquests mateixos van crear les bases d'un sistema econòmic aprofitant les infraestructures andalusines existents (assuts, bancals, sistemes de rec, mesquites, torres de vigilància etc.), així com els productes agrícoles assentats (cítrics, arròs, xufa, hortalisses, palmeres, etc).
Malgrat compartir rei i cultura amb la resta de territoris de la corona catalanoaragonesa, el rei Jaume el Conqueridor, igual que feu amb el Regne de Mallorca, instaurà els furs de València, de manera que va fundar un regne amb identitat política pròpia, amb les seues institucions, administració i aranzels, com demostren els fets que es recullen en l'actual Registre de comptes del Regne de València, guardats en l'Arxiu del Regne de València.
Després de la mortífera pesta negra de 1348 i una estèril guerra amb Castella (l'anomenada Guerra dels dos Peres), a partir de 1370 comença una etapa de prosperitat que aconseguiria la seva màxima esplendor al segle xv, considerat com el segle d'or valencià.